# Sainte-Marie-d'Alvey
Pour les articles homonymes, voir Sainte-Marie.
Sainte-Marie-d'Alvey est une commune française située dans le département de la Savoie, en région Auvergne-Rhône-Alpes.

## Géographie
La commune est adossée au versant ouest du mont Tournier et est séparée par un ravin du village voisin de Rochefort. 

## Urbanisme

### Typologie
Au 1er janvier 2024, Sainte-Marie-d'Alvey est catégorisée commune rurale à habitat dispersé, selon la nouvelle grille communale de densité à sept niveaux définie par l'Insee en 2022.
Elle est située hors unité urbaine. Par ailleurs la commune fait partie de l'aire d'attraction de Chambéry, dont elle est une commune de la couronne,. Cette aire, qui regroupe 115 communes, est catégorisée dans les aires de 200 000 à moins de 700 000 habitants,.

### Occupation des sols
L'occupation des sols de la commune, telle qu'elle ressort de la base de données européenne d’occupation biophysique des sols Corine Land Cover (CLC), est marquée par l'importance des territoires agricoles (73,1 % en 2018), une proportion identique à celle de 1990 (73,1 %). La répartition détaillée en 2018 est la suivante : 
prairies (73,1 %), forêts (26,9 %).
L'IGN met par ailleurs à disposition un outil en ligne permettant de comparer l’évolution dans le temps de l’occupation des sols de la commune (ou de territoires à des échelles différentes). Plusieurs époques sont accessibles sous forme de cartes ou photos aériennes : la carte de Cassini (XVIIIe siècle), la carte d'état-major (1820-1866) et la période actuelle (1950 à aujourd'hui).

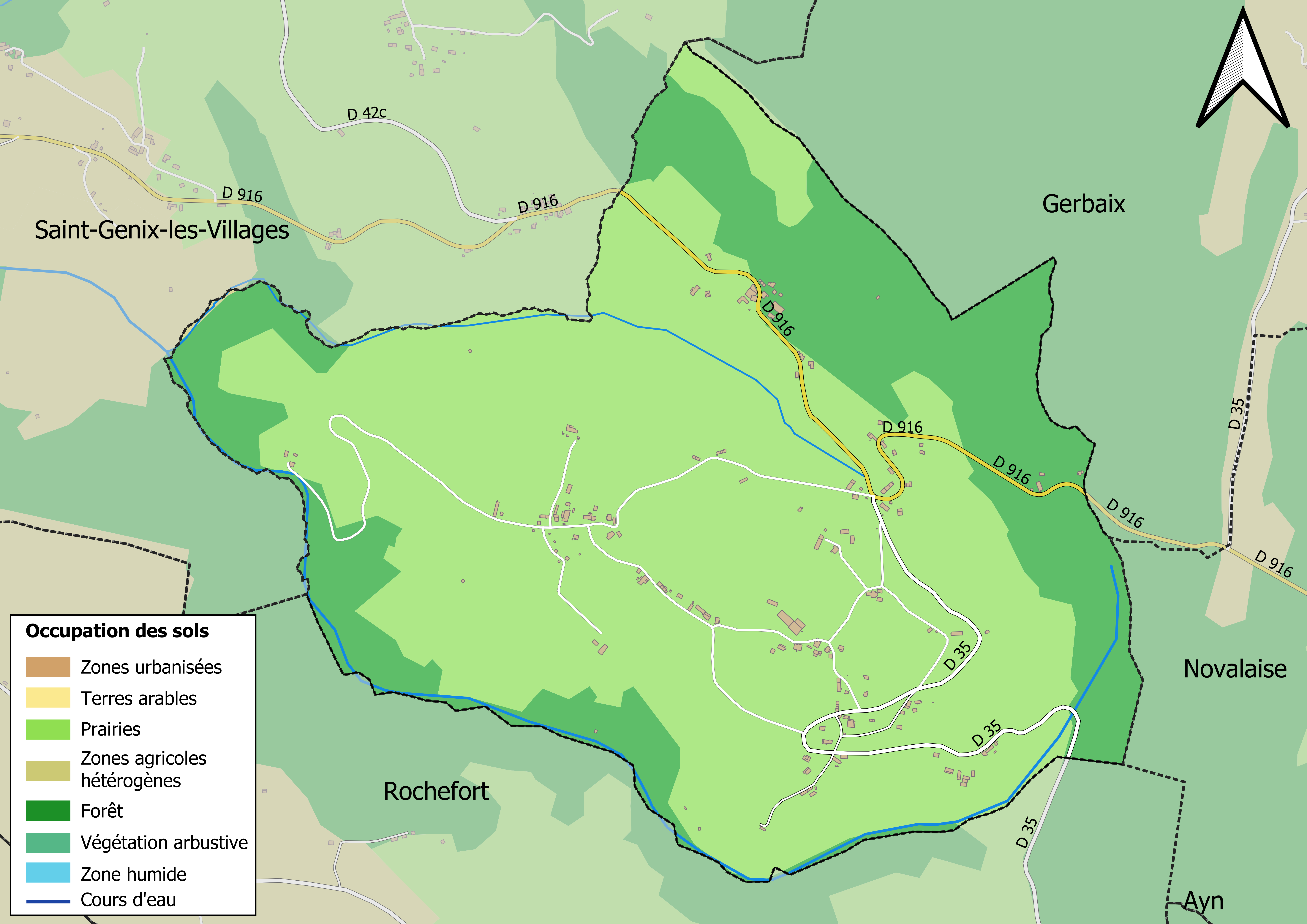
Carte des infrastructures et de l'occupation des sols en 2018 (CLC) de la commune.
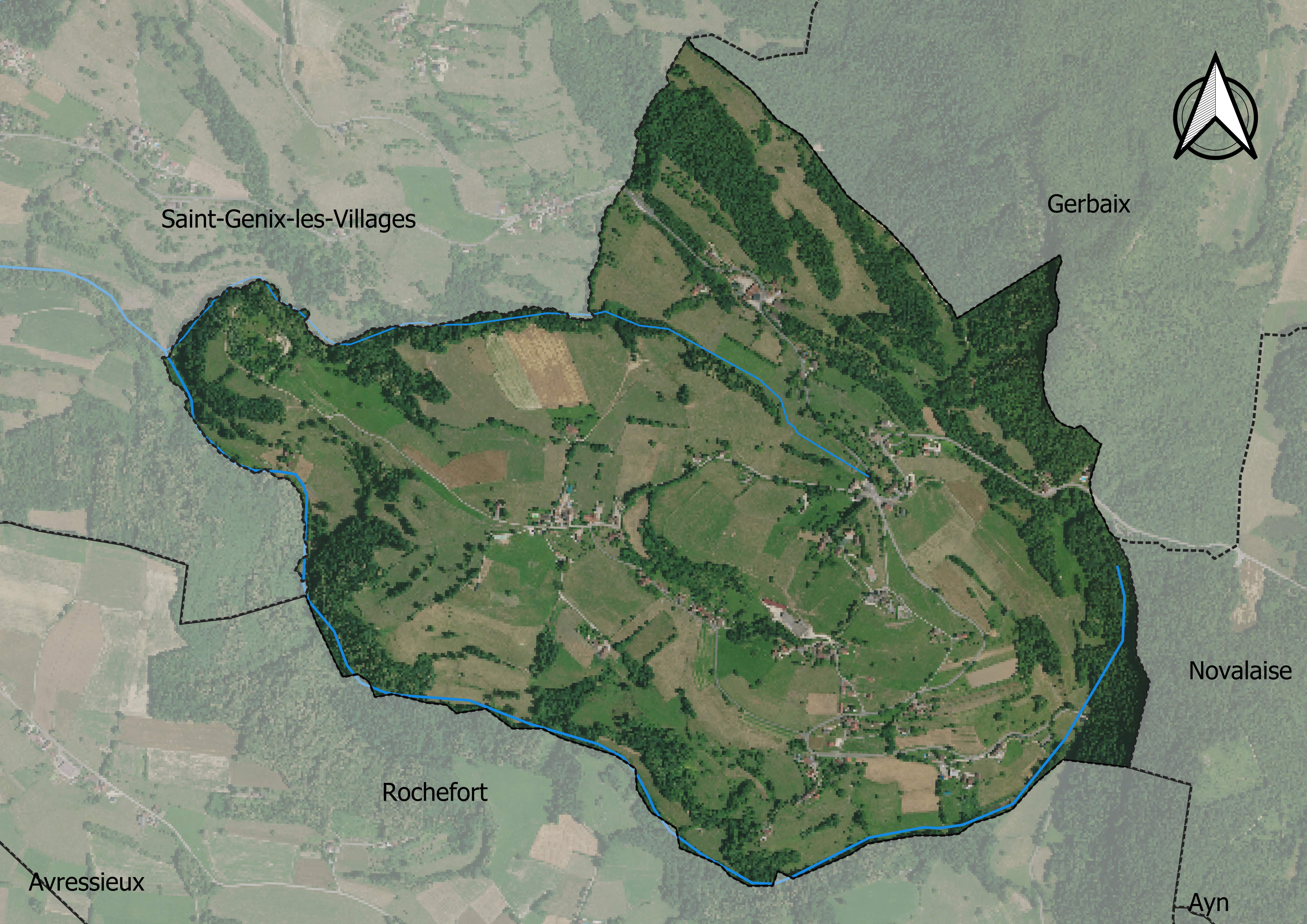
Carte orthophotogrammétrique de la commune.

## Toponymie
Le toponyme est composé du nom de Marie (mère de Jésus) et d'Alvey. Les formes anciennes du nom de la commune sont : Ecclesia Beate Marie de Arviso (1100), Parrochia de S. Maria Dalver (1241), Ecclesia Sancte Maria (XVIIe siècle) et Ste Marie d'Arvel (1691),.
Par ailleurs, en 1793, pendant la période d'occupation par les troupes révolutionnaires françaises, la commune est renommée les Fontaines dans le cadre de la déchristianisation.
Le toponyme Alvey peut provenir soit du nom d'homme Alvisus ou encore d'une racine préhisorique alv ou arv, qui signifie élévation ou encore endroit raviné, et qui s'explique facilement par le relief montagnard du Bugey savoyard où se situe la commune. Au cours du XIXe siècle, le nom s'écrivait « comme il se prononçait, soit Sainte-Marie-d'Arvey ».
En francoprovençal, le nom de la commune s'écrit Sint Mari, selon la graphie de Conflans.

## Politique et administration

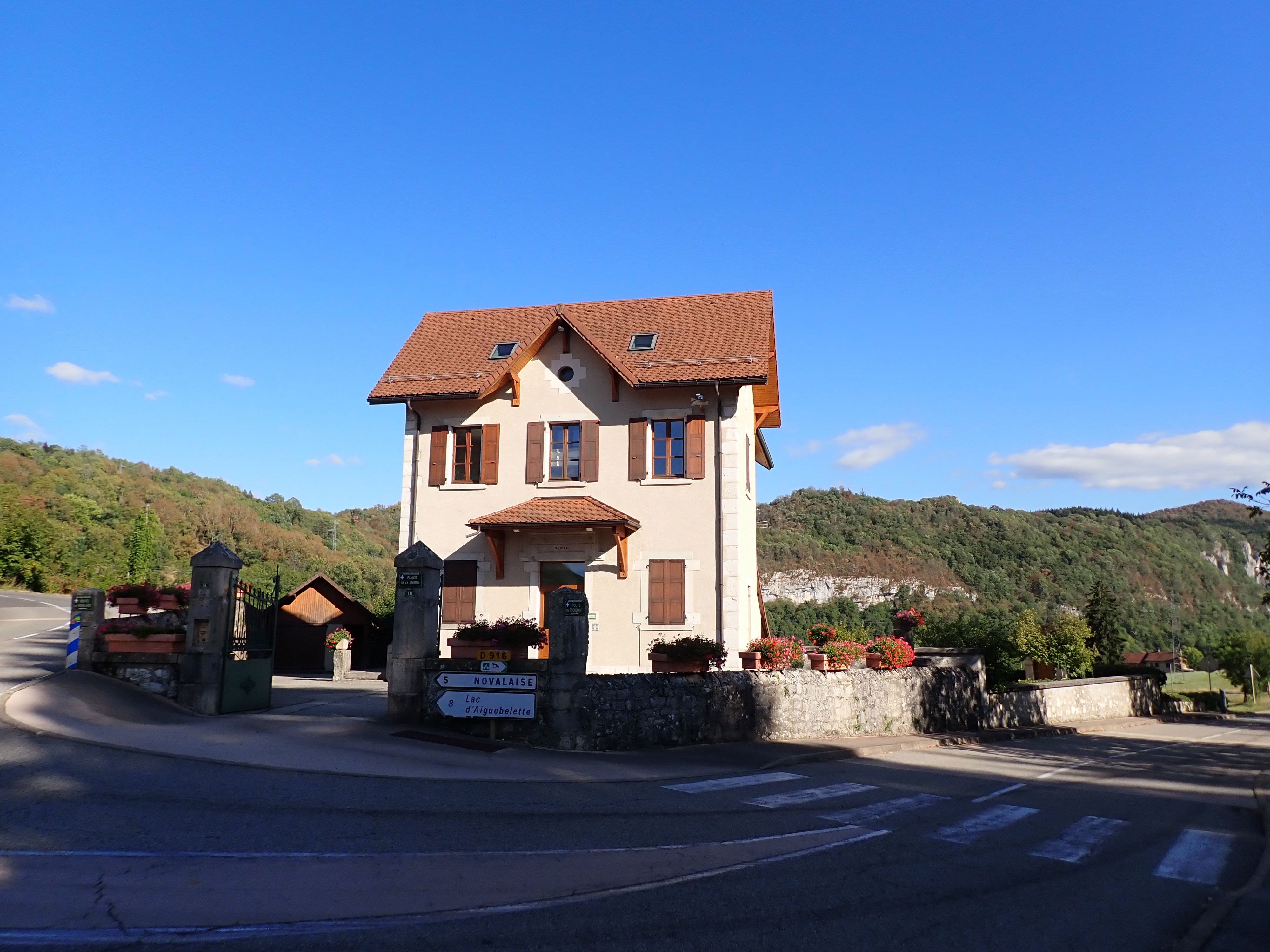
Mairie.

| Période                                  | Période  | Identité               | Étiquette | Qualité                                                              |
| ---------------------------------------- | -------- | ---------------------- | --------- | -------------------------------------------------------------------- |
| mars 1989                                | en cours | Gaston Arthaud-Berthet | UMP       | Conseiller départemental du canton de Bugey savoyard (2015-en cours) |
| Les données manquantes sont à compléter. |          |                        |           |                                                                      |

## Démographie
Les habitants de la commune sont appelés les Arvezans.

L'évolution du nombre d'habitants est connue à travers les recensements de la population effectués dans la commune depuis 1793. Pour les communes de moins de 10 000 habitants, une enquête de recensement portant sur toute la population est réalisée tous les cinq ans, les populations de référence des années intermédiaires étant quant à elles estimées par interpolation ou extrapolation. Pour la commune, le premier recensement exhaustif entrant dans le cadre du nouveau dispositif a été réalisé en 2008.

En 2022, la commune comptait 128 habitants, en évolution de +7,56 % par rapport à 2016 (Savoie : +3,63 %, France hors Mayotte : +2,11 %).
| 1793 | 1800 | 1806 | 1822 | 1838 | 1848 | 1858 | 1861 | 1866 |
| ---- | ---- | ---- | ---- | ---- | ---- | ---- | ---- | ---- |
| 240  | 190  | 262  | 300  | 300  | 323  | 237  | 262  | 228  |

| 1872 | 1876 | 1881 | 1886 | 1891 | 1896 | 1901 | 1906 | 1911 |
| ---- | ---- | ---- | ---- | ---- | ---- | ---- | ---- | ---- |
| 220  | 245  | 235  | 222  | 214  | 223  | 205  | 212  | 177  |

| 1921 | 1926 | 1931 | 1936 | 1946 | 1954 | 1962 | 1968 | 1975 |
| ---- | ---- | ---- | ---- | ---- | ---- | ---- | ---- | ---- |
| 151  | 149  | 152  | 129  | 139  | 135  | 119  | 106  | 95   |

| 1982 | 1990 | 1999 | 2006 | 2008 | 2013 | 2018 | 2022 | - |
| ---- | ---- | ---- | ---- | ---- | ---- | ---- | ---- | - |
| 94   | 108  | 130  | 133  | 134  | 123  | 116  | 128  | - |

## Culture locale et patrimoine

### Lieux et monuments
La Chapelle de l'Assomption, construite en 1868, est située sur un promontoire dominant le village. Elle a été construite à l'emplacement d'une église plus ancienne.

### Quelques vues de la commune

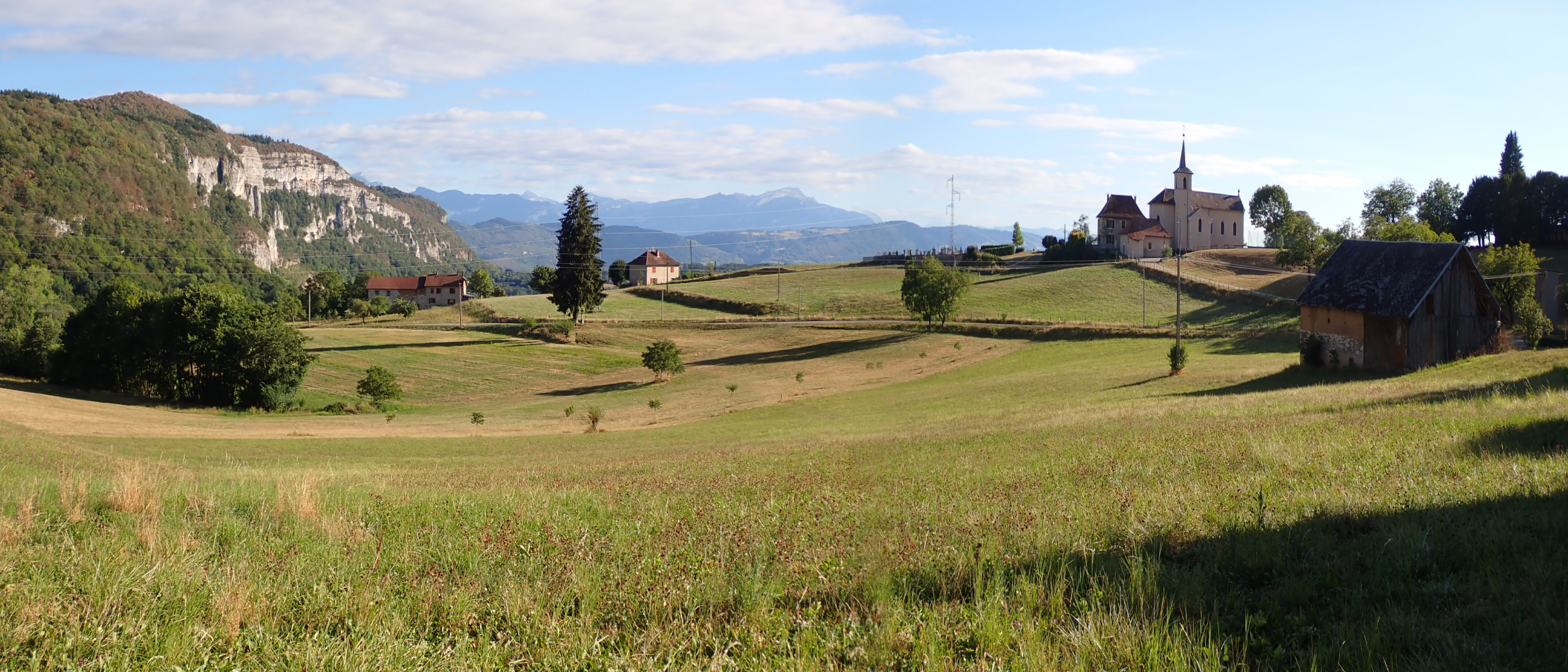
Vue du site de l'église.
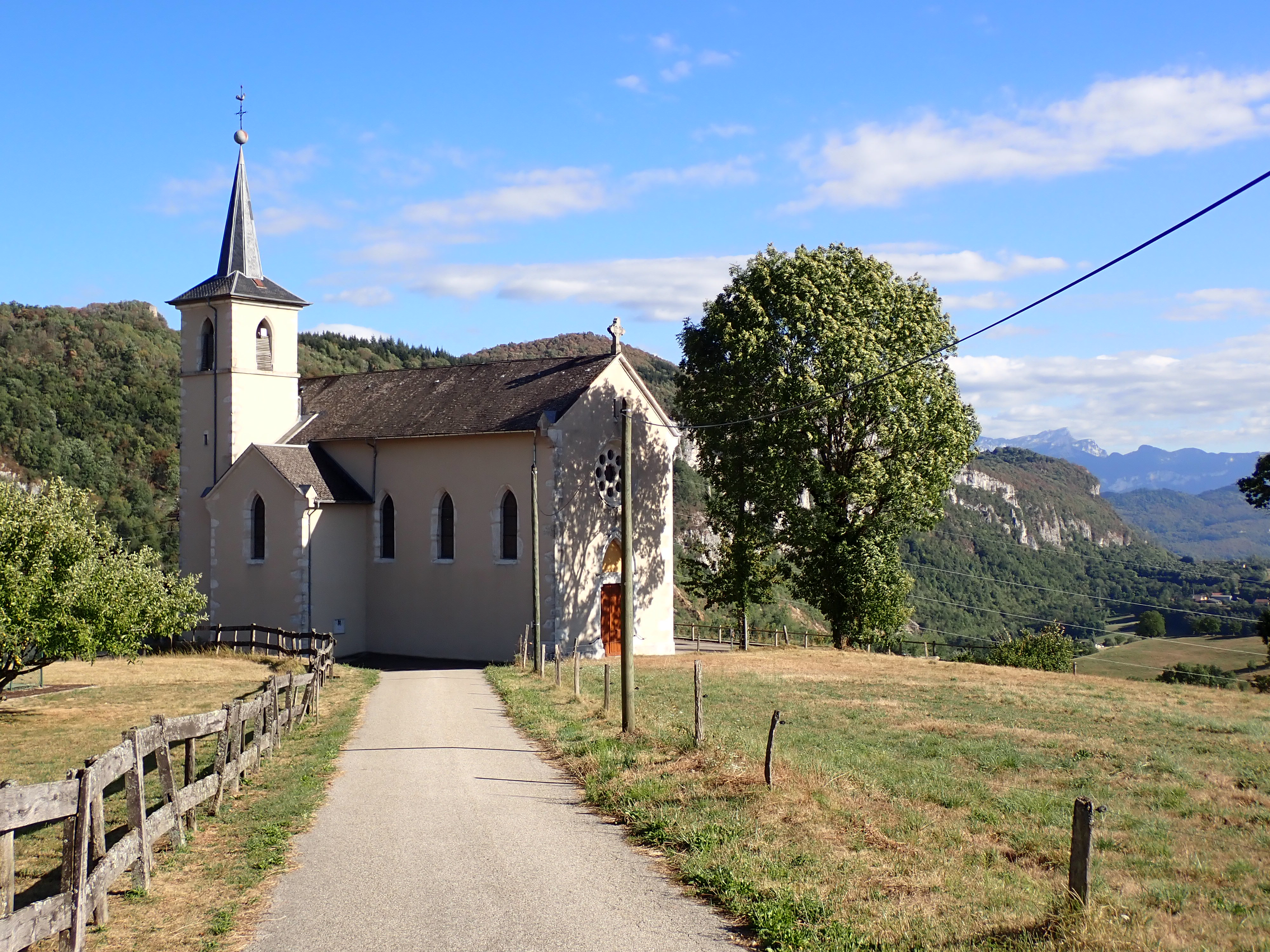
Chapelle de l'Assomption.